# Emily Rose
Pour les articles homonymes, voir Rose.
Emily Rose, née le 2 février 1981 à Renton dans l'État de Washington, est une actrice américaine.
Elle est principalement connue pour son rôle principal dans la série télévisée Haven et pour avoir prêté sa voix à Elena Fisher dans la série de jeux vidéo Uncharted.

## Biographie

### Jeunesse et formation
Elle naît à Renton dans l'État de Washington aux États-Unis. Elle a une petite sœur et un petit frère. 
Emily est diplômée d'un master en théâtre de l'Université de Californie du Sud Vanguard en 2006, ainsi que d'un master en Beaux-Arts de l'Université de Los Angeles.

### Carrière

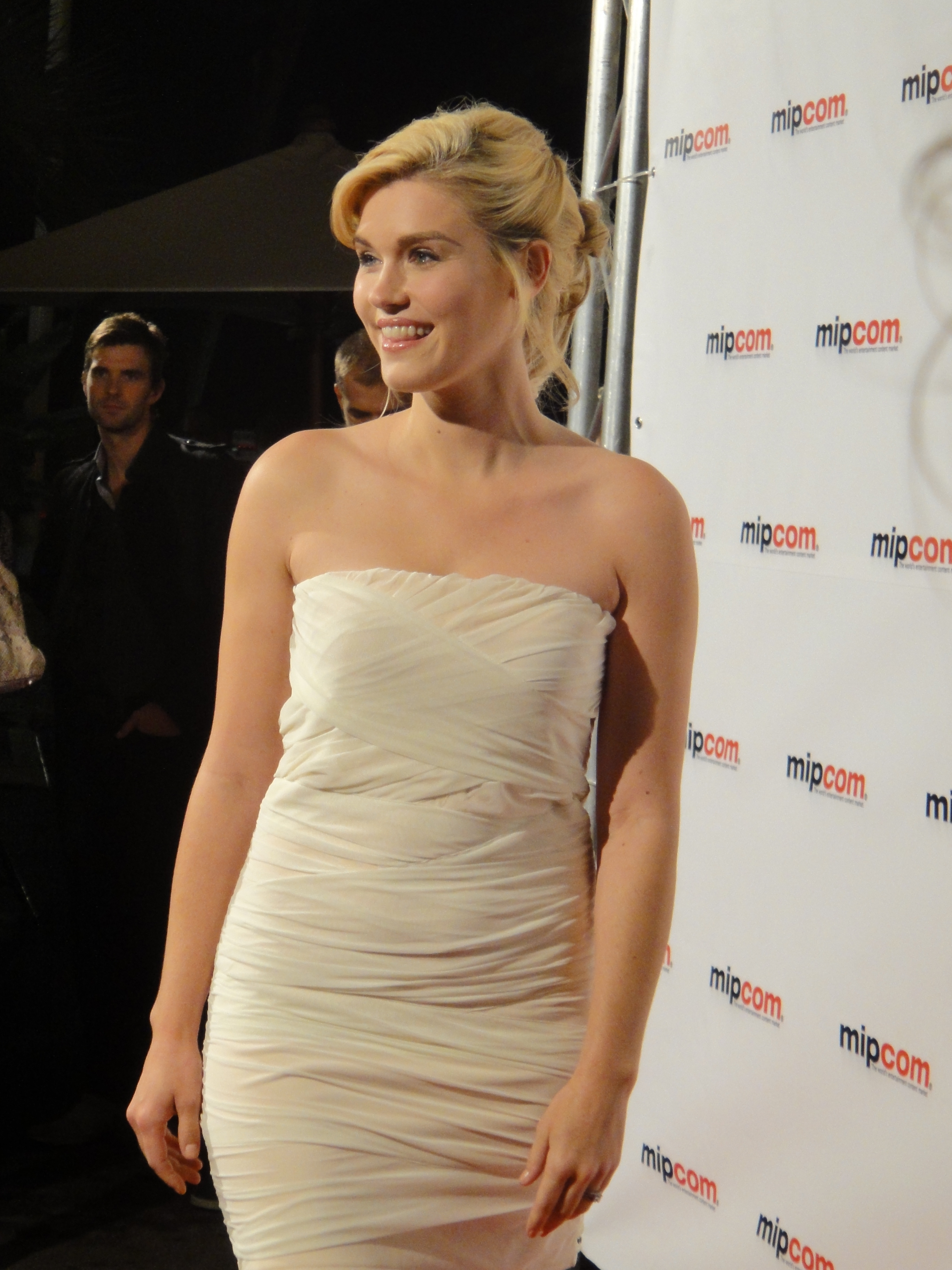
Emily Rose en 2010.

Emily Rose a joué dans plusieurs séries télévisées sur HBO et a prêté sa voix dans différents jeux vidéo pour PlayStation, notamment pour la voix d'Elena Fisher dans le jeu Uncharted: Drake's Fortune ainsi que pour les suites de cette série.
Emily Rose a participé à la deuxième saison de la série Brothers and Sisters sur ABC et plus tard sur Foxlife.
Elle a fait des apparitions dans Cold Case : Affaires classées, FBI : Portés disparus et Jericho.
Elle incarnera le Dr Tracy Martin dans la quinzième saison d’Urgences pendant 11 épisodes.
De 2010 à 2015, elle incarna l'actrice principale de la série Les Mystères de Haven diffusé par SyFy aux côtés de Lucas Bryant et Eric Balfour.

## Vie privée
Depuis le 6 décembre 2009, elle est mariée avec l'acteur Dairek Morgan, son petit ami de longue date. 
Ils sont parents depuis le 30 avril 2013 d'un petit garçon prénommé Miles Christian Morgan. Le 31 décembre 2015, elle donne naissance à son second enfant, un petit garçon prénommé Memphis Ray Morgan. En juin 2019, elle donne naissance à son troisième enfant, une petite fille prénommée Mercy.

## Filmographie

### Cinéma

#### Long métrage
- 2017 : Coup de foudre avant l'heure (In Hour Behind) de Brian Brough : Trish Harper

#### Courts métrages
- 2006 : Hurricane Party d'A .P. Gonzalez : Precious
- 2007 : Speed Dating d'Isaac Feder : Melanie
- 2008 : The Orphan de Bryan Nest : Elizabeth Arnold
- 2008 : The Last Page de Kevin Acevedo : Marybell
- 2012 : Heckle or Hell de Stéphanie Parott et Angel Laketa Moore : Mary Beth Struthers

### Télévision

#### Téléfilms
- 2009 : Washington Field de Jon Cassar : Terri Porter
- 2009 : Vista Mar, hôpital militaire (Operating Instructions) de Andy Tennant : le Dr lieutenant-commander Rachel Scott
- 2010 : Le Bel Arnaqueur (Perfect Plan) de Tristan Dubois : Lauren Baker
- 2013 : La Maison des souvenirs (The Thanksgiving House) de Kevin Connor : Mary Ross
- 2016 : Un été secret (Secret Summer) de Rick Bota : Janice
- 2017 : Carly, 16 ans, enlevée et vendue (Daughter for Sale) de Farhad Mann : Annalise O'Neil
- 2017 : Un pacte inavouable (The Killing Pact) de John Lyde : Hayley
- 2017 : Coup de foudre avant l'heure (An hour behind) de Brian Brough : Trish
- 2018 : Les preuves de mon innocence (Treacherous) de Brian Brough : Annie Tatum
- 2019 : Un Noël romantique (Matchmaker Christmas) de Brian Brough : Maggie

#### Séries télévisées
- 2007 : Dossier Smith (Smith) de John Wells : Verna (saison 1, épisode 4)
- 2007 : John from Cincinnati de David Milch et Kem Nunn : Cass (rôle récurrent - 10 épisodes)
- 2007-2008 : Brothers and Sisters de Jon Robin Baitz : Lena Branigan (rôle récurrent - 10 épisodes)
- 2008 : Jericho de Stephen Chbosky et Jon Turteltaub : Trish Merrick (rôle récurrent - 5 épisodes)
- 2008 : Cold Case : Affaires classées (Cold Case) de Meredith Stiehm (en) : Nancy Patterson (saison 5, épisode 17)
- 2008 : FBI : Portés disparus (Without a Trace) de Hank Steinberg : Anya Simonson (saison 6, épisode 18)
- 2008-2009 : Urgences (ER) de Michael Crichton : Dr Tracy Martin (rôle récurrent - saison 15, 11 épisodes)
- 2009 : Mon oncle Charlie (Two and a Half Men) de Chuck Lorre et Lee Aronsohn : Janine (saison 6, épisode 12 : Thank God for Scoliosis)
- 2009 : Ghost Whisperer de John Gray : Tina Clark (saison 5, épisode 7 : Devil's Bargain)
- 2010 : Private Practice de Shonda Rhimes : Elisha (saison 3, épisode 16 : Fear of Flying)
- 2010-2015 : Les Mystères de Haven  de Sam Ernst (en) et Jim Dunn (en) : Audrey Parker / Lucy Ripley / Sarah Vernon / Lexie DeWitt / Mara (corps origine) / Paige (rôle principal - 78 épisodes)
- 2012 : La Loi selon Harry (Harry's Law) de David E. Kelley : Natalie (saison 2, épisode 11)
- 2014 : Graceland de Jeff Eastin (en) : Agent du FBI Jessica Foster (rôle récurrent - 6 épisodes)
- 2017 : Red Blooded de Marc Cherry : Vonda Jean (saison 1, épisode 1)
- 2017 : Esprits criminels de Jeff Davis : Tori Hoffstadt (saison 13, épisode 4)
- 2018 : NCIS : Enquêtes spéciales de Donald Paul Bellisario et Don McGill : Jane / Anna Jenlowe (saison 16, épisode 4)
- 2018 : Take two : enquête en duo de Andrew W. Marlowe et Terri Edda Miller : Emily Speer (saison 1, épisode 13)
- 2019 : Private Eyes de Tim Kilby et Shelley Eriksen : Cassie Lewis (saison 3, épisode 5)

## Doublage

### Jeux vidéo
- 2007 : Uncharted: Drake's Fortune : Elena Fisher (capture de mouvement et voix originale)
- 2009 : Uncharted 2: Among Thieves : Elena Fisher (capture de mouvement et voix originale)
- 2009 : Uncharted: Eye of Indra : Elena Fisher (capture de mouvement et voix originale)
- 2011 : Uncharted 3 : L'Illusion de Drake : Elena Fisher (capture de mouvement et voix originale)
- 2016 : Uncharted 4: A Thief's End : Elena Fisher (capture de mouvement et voix originale)
- 2022 : God of War Ragnarök : Sif (capture de mouvement et voix originale)

## Distinctions

### Nominations
- 2010 : NAVGTR Awards de la meilleure performance dans un second rôle dans un jeu vidéo pour Uncharted 2: Among Thieves (2009).
- 2011 : Spike Video Game Awards de la meilleure performance dans un jeu vidéo pour Uncharted 3 : L'Illusion de Drake (2011).
- 2012 : BTVA Video Game Voice Acting Awards de la meilleure performance vocale pour l'ensemble de la distribution dans un jeu vidéo pour Uncharted 3 : L'Illusion de Drake (2011) partagée avec Nolan North, Richard McGonagle, Claudia Black, Graham McTavish, Robin Atkin Downes, Rosalind Ayres, Sayed Badreya et T.J. Ramini.
- 1re cérémonie des prix Écrans canadiens 2013 : Meilleure actrice dans une série télévisée dramatique pour Les Mystères de Haven (2000-2015) dans l'épisode Audrey Parker's Day Off
- 2017 : British Academy Video Games Awards de la meilleure interprète dans un jeu vidéo pour Uncharted 4: A Thief's End (2016).
- 2017 : BTVA Video Game Voice Acting Awards de la meilleure performance vocale pour l'ensemble de la distribution dans un jeu vidéo pour Uncharted 4: A Thief's End (2016) partagée avec Nolan North, Troy Baker, Richard McGonagle, Warren Kole, Laura Bailey, Robin Atkin Downes, Merle Dandridge, Brandon Scott, Hemky Madera, Chase Austin, Britain Dalton et Kaitlyn Dever.
- 2017 : NAVGTR Awards de la meilleure performance dans un second rôle dans un jeu vidéo pour Uncharted 4: A Thief's End (2016).

### Récompenses
- 2017 : BTVA Video Game Voice Acting Awards de la meilleure performance vocale féminine dans un jeu vidéo pour Uncharted 4: A Thief's End (2016).

## Voix françaises
En France, Laura Blanc et Caroline Pascal sont les voix les plus régulières d'Emily Rose.
En France
| - Laura Blanc dans : - John from Cincinnati (série télévisée) - Les Mystères de Haven (série télévisée) - La Maison des souvenirs (téléfilm) - Carly, 16 ans, enlevée et vendue (téléfilm) - Coup de foudre avant l'heure (téléfilm) - Un pacte inavouable (téléfilm) - Les Preuves de mon innocence (téléfilm) - Gotham Knights (série télévisée) - Caroline Pascal dans : - Urgences (série télévisée) - Cold Case : Affaires classées (série télévisée) - Vista Mar, hôpital militaire (téléfilm) - Private Practice (série télévisée) - Le bel arnaqueur (téléfilm) | - Adeline Moreau dans (les séries télévisées) : - Brothers and Sisters - Jericho - Marie Diot dans : - Graceland (série télévisée) - Un été secret (téléfilm) Et aussi - Marie-Eugénie Maréchal dans Mon oncle Charlie (série télévisée) - Elisabeth Ventura dans Ghost Whisperer (série télévisée) - Laura Préjean dans La Loi selon Harry (série télévisée) |